# Gemeinderats- und Bürgermeisterwahlen in Oberösterreich 2009
Die Gemeinderats- und Bürgermeisterwahlen in Oberösterreich 2009 fanden am 27. September 2009 statt und wurden gleichzeitig mit der Landtagswahl 2009 in 444 oberösterreichischen Gemeinden abgehalten. Am 11. Oktober 2009 fanden in 37 Gemeinden Stichwahlen der Bürgermeisterwahlen statt. Insgesamt waren 1.115.743 Personen wahlberechtigt.

## Wahlrecht

### Aktives Wahlrecht
Zur Stimmabgabe berechtigt sind österreichische Staatsbürger, sowie nicht-österreichische EU-Bürger, die nicht vom Wahlrecht ausgeschlossen sind, ihren Hauptwohnsitz in der jeweiligen Gemeinde haben, sowie am Wahltag das 16. Lebensjahr vollendet haben.

### Passives Wahlrecht
Passiv wahlberechtigt sind jene Personen, die das aktive Wahlrecht besitzen und spätestens am Wahltag das 18. Lebensjahr vollendet haben.

## Landesergebnis

### Gemeinderatswahl
| Gemeinderatswahlen 2009    | GRW 2009  | GRW 2009 | GRW 2009 |  | GRW 2003         | GRW 2003         | GRW 2003         |  | Differenz | Differenz | Differenz |
| Gemeinderatswahlen 2009    | Stimmen   | %        | Mandate  |  | Stimmen          | %                | Mandate          |  | Stimmen   | %         | Mandate   |
| -------------------------- | --------- | -------- | -------- |  | ---------------- | ---------------- | ---------------- |  | --------- | --------- | --------- |
| wahlberechtigt             | 1.115.743 |          | —        |  | 1.031.531        |                  | —                |  | + 84.212  | + 8,16    | —         |
| Wahlbeteiligung            | 881.812   | 79,03    | —        |  | 802.624          | 77,81            | —                |  | + 79.188  | + 1,22    | —         |
| Ungültige Stimmen          | 29.868    | 3,39     | —        |  | 29.442           | 3,67             | —                |  | + 426     | - 0,28    | —         |
| Gültige Stimmen            | 851.944   | 96,61    | —        |  | 773.182          | 96,33            | —                |  | + 78.762  | + 0,28    | —         |
| davon entfielen auf Partei |           |          |          |  |                  |                  |                  |  |           |           |           |
| ÖVP                        | 371.601   | 43,62    | 5011     |  | 323.217          | 41,80            | 4900             |  | + 48384   | + 1,82    | + 115     |
| SPÖ                        | 285.339   | 33,49    | 2830     |  | 327.837          | 42,40            | 3558             |  | - 42.498  | - 8,91    | -718      |
| GRÜNE                      | 43.764    | 5,14     | 238      |  | 33.565           | 4,34             | 171              |  | + 10.199  | + 0,80    | + 67      |
| FPÖ                        | 121.046   | 14,21    | 1209     |  | 68.109           | 8,81             | 742              |  | + 52.937  | + 5,40    | + 468     |
| BZÖ                        | 10.967    | 1,29     | 56       |  | nicht kandidiert | nicht kandidiert | nicht kandidiert |  | + 10.967  | + 1,29    | + 56      |
| KPÖ                        | 2.174     | 0,26     | 1        |  | 2.070            | 0,27             | 1                |  | + 104     | - 0,01    | ± 0       |

### Bürgermeisterwahl
| Bürgermeisterwahlen 2009 | Vergleich der Bürgermeisterwahlen 2009 und 2003 | Vergleich der Bürgermeisterwahlen 2009 und 2003 | Vergleich der Bürgermeisterwahlen 2009 und 2003 | Vergleich der Bürgermeisterwahlen 2009 und 2003 | Vergleich der Bürgermeisterwahlen 2009 und 2003 |
| Bürgermeisterwahlen 2009 | BMW 2009                                        |                                                 | BMW 2003                                        |                                                 | Differenz                                       |
| ------------------------ | ----------------------------------------------- | ----------------------------------------------- | ----------------------------------------------- | ----------------------------------------------- | ----------------------------------------------- |
| ÖVP                      | 330                                             |                                                 | 321                                             |                                                 | + 9                                             |
| SPÖ                      | 99                                              |                                                 | 110                                             |                                                 | - 11                                            |
| GRÜNE                    | 0                                               |                                                 | 0                                               |                                                 | ± 0                                             |
| FPÖ                      | 9                                               |                                                 | 8                                               |                                                 | + 1                                             |
| BZÖ                      | 2                                               |                                                 | 0                                               |                                                 | - 2                                             |
| KPÖ                      | 4                                               |                                                 | 0                                               |                                                 | + 4                                             |
| Sonstige                 | 6                                               |                                                 | 5                                               |                                                 | + 1                                             |